# Михалин, Николай Алексеевич
Никола́й Алексе́евич Миха́лин (5 января 1982, Москва) — российский дартсмен. Трёхкратный чемпион России. Участник Кубка Европы WDF (2014) и Кубка мира WDF (2015). Мастер спорта России.

## Карьера игрока
Играет в дартс с 13 лет. Первый тренер — Григорий Русанов.
Впервые чемпионом России стал в 2008 году, победив в командном чемпионате России вместе с Романом Кончиковым, Александром Афониным и Павлом Бобриковым. В 2014 году выиграл личный разряд, а в 2016 — микст (в команде с ним были Роман Обухов и Марина Кононова).
Был участником Кубка Европы WDF в 2014 году, где дошёл до 1/16 финала. Спустя год поехал на Кубок мира WDF, но в первом же раунде проиграл валлийцу Уэйну Уоррену.

## Тренерская деятельность
Окончил Российский государственный университет физической культуры и спорта по направлению «стрелковые виды спорта». С 2002 года совмещает игровую и тренерскую карьеры. Старший тренер сборной Москвы по дартсу.
У Михалина начинали заниматься чемпионка России по дартсу Ксения Клочек и один из самых перспективных дартсменов страны Владимир Жуков. Также под его руководством тренируется балетмейстер-репетитор Большого театра, заслуженный артист России и фанат дартса Андрей Болотин.

## Вне спорта
Вёл собственный видеоблог «Под прицелом», в котором брал интервью у звёзд российского дартса.

## Достижения

### Личные
- Чемпион России (2014)

### Микст
- Чемпион России (2016)
- Бронзовый призёр чемпионата России (2014)[6]

### Командные
- Чемпион России (2008)